# Wellin
Wellin (valonă Welin) este o comună francofonă din regiunea Valonia din Belgia. Comuna este formată din localitățile Wellin, Chanly, Halma, Lomprez, Sohier, Barzin, Fays-Famenne, Froidlieu și Neupont. Suprafața totală a comunei este de 67,52 km². La 1 ianuarie 2008 comuna avea o populație totală de 2.990 locuitori. 
Comuna Wellin se învecinează cu comunele Beauraing, Daverdisse, Libin, Rochefort și Tellin.

## Localități înfrățite
- Franța: Fort-Mahon-Plage.